# Betty Garde
Pour les articles homonymes, voir Garde.
Katherine Elizabeth « Betty » Garde est une actrice américaine, née le 19 mai 1905 à Philadelphie (Pennsylvanie), morte le 25 décembre 1989 à Los Angeles (Californie).

## Biographie
Entamant sa carrière d'actrice au théâtre dès 1922, Betty Garde joue notamment à Broadway (New York), où elle débute en 1925, dans Easy Come, Easy Go d'Owen Davis (avec Edward Arnold, Otto Kruger et Victor Moore). Suivront quatre autres pièces sur les planches new-yorkaises, la dernière représentée en 1966.
Fait notable, toujours à Broadway, elle crée en 1943 le rôle de Tante Eller (aux côtés d'Alfred Drake, Howard Da Silva et Celeste Holm), dans la comédie musicale Oklahoma !, sur une musique de Richard Rodgers. Notons que dans l'adaptation au cinéma de cette production à succès (représentée 2 212 fois jusqu'en 1948), réalisée par Fred Zinnemann sous le même titre et sortie en 1955, son rôle est repris par Charlotte Greenwood.
Betty Garde est également active à la radio et participe entre autres à des séries créées, dirigées et interprétées par Orson Welles, dont The Mercury Theatre on the Air (en) (deux épisodes, diffusés sur CBS en 1938).
Au cinéma en revanche, elle contribue à seulement treize films américains, disséminés entre 1929 et 1975. Trois de ses plus connus sont Appelez nord 777 d'Henry Hathaway (1948, avec James Stewart et Richard Conte), La Proie de Robert Siodmak (1948, avec Victor Mature et Richard Conte) et Femmes en cage de John Cromwell (1950, avec Eleanor Parker et Agnes Moorehead).
À la télévision enfin, Betty Garde apparaît dans trente-deux séries de 1949 à 1962, dont Les Incorruptibles (deux épisodes, 1959-1960) et La Quatrième Dimension (deux épisodes, 1961). Ultérieurement, elle revient au petit écran pour une ultime prestation, dans un téléfilm diffusé en 1971.
Elle a eu un enfant fruit d'une amourette avec un machiniste pendant le tournage du Voleur de Tanger. Cet enfant héritera du prénom de son père et s’appellera donc Hugo Garde.

## Théâtre à Broadway (intégrale)
(pièces, sauf mention contraire)
- 1925-1926 : Easy Come, Easy Go d'Owen Davis : Alma Borden
- 1931-1932 : The Social Register de (et mise en scène par) Anita Loos et John Emerson : Gloria Hall
- 1933 : The Best People de David Gray et Avery Hopwood : Millie (adaptation au cinéma en 1925)
- 1939 : The Primrose Path de Robert Buckner et Walter Hart, mise en scène et production de George Abbott : Emma Wallace (adaptation au cinéma en 1940)
- 1943-1948 : Oklahoma !, comédie musicale, musique de Richard Rodgers, lyrics et livret d'Oscar Hammerstein II, chorégraphie d'Agnes de Mille, mise en scène de Rouben Mamoulian : Tante Eller (adaptation au cinéma en 1955)
- 1966 : Agatha Sue, I Love You d'Abe Einhorn, mise en scène de George Abbott : Mme Gordon

## Filmographie

### Au cinéma (intégrale)
- 1929 : The Lady Lies d'Hobart Henley : Hilda Pearson
- 1930 : Queen High de Fred C. Newmeyer : Florence Cole
- 1931 : Damaged Love d'Irvin Willat : Madge Sloan
- 1931 : The Girl Habit d'Edward F. Cline : Hattie Henry
- 1931 : Secrets of a Secretary de George Abbott : Dorothy White
- 1948 : Appelez nord 777 (Call Northside 777) d'Henry Hathaway : Wanda Skutnik
- 1948 : La Proie (Cry of the City) de Robert Siodmak : Mlle Pruett
- 1950 : Femmes en cage (Caged) de John Cromwell : Kitty Stark
- 1951 : Le Voleur de Tanger (The Prince Who Was a Thief) de Rudolph Maté : Mirza
- 1955 : Son seul amour (One Desire) de Jerry Hopper : Mme O'Dell
- 1962 : Les Amours enchantées ou Le Monde merveilleux des contes de Grimm (The Wonderful World of the Brothers Grimm) d'Henry Levin et George Pal : Mlle Bettenhausen
- 1970 : Cauliflowers Cupids de Peter Savage : Lucretia
- 1975 : The Godfather and the Lady de Peter Savage et Jerome Shaw : Lucretia

### À la télévision (sélection)
(séries, sauf mention contraire)
- 1959 : Bonne chance M. Lucky (Mr. Lucky)
  - Saison unique, épisode 7 The Gordon Caper : Maybelle Towers
- 1959-1960 : Les Incorruptibles (The Untouchables)
  - Saison 1, épisode 11 Le Fauteuil vide (The Empty Chair, 1959) : Norma Guzik
  - Saison 2, épisode 1 Coup pour coup (The Rusty Heller Story, 1960) de Walter Grauman : Alice
- 1960 : Aventures dans les îles (Adventures in Paradise)
  - Saison 2, épisode 4 Illusions perdues (Away from It All) de Jus Addiss : Reine Atea
- 1961 : Échec et mat (Checkmate)
  - Saison 1, épisode 34 Hot Wind on a Cold Town de Don Weis : Sara
- 1961 : Route 66 (titre original)
  - Saison 2, épisode 1 A Month of Sundays d'Arthur Hiller : Lydia Sullivan
- 1961 : La Quatrième Dimension (The Twilight Zone)
  - Saison 2, épisode 18 L'Odyssée du vol 33 (The Odyssey of Flight 33) de Jus Addiss : Passagère
  - Saison 3, épisode 10 Le Soleil de minuit (The Midnight Sun) : Mme Bronson
- 1971 : All the Way Home, téléfilm de Fred Coe : Tante Sadie Follet

## Séries radiophoniques (sélection)
- 1937 : Les Misérables (titre original), d'après le roman éponyme de Victor Hugo, adaptation (en 7 épisodes), direction et avec Orson Welles (MBS)
- 1938 : The Mercury Theatre on the Air, direction et avec Orson Welles (CBS)
  - Épisode 3 Le Conte de deux cités (A Tale of Two Cities), adaptation du roman éponyme de Charles Dickens : Mme Defarge
  - Épisode 15 Seventeen, adaptation du roman éponyme de Booth Tarkington : Mme Baxter
- 1943 : Ceiling Unlimited, direction et avec Orson Welles (CBS)
  - Épisode 11 Letter to Mother de John Steinbeck : Mère